# Coleman Hawkins
Pour les articles homonymes, voir Hawkins et Bean.
Coleman “Bean” Hawkins (le haricot) surnommé aussi "Hawk" (21 novembre 1904 - 19 mai 1969) est un musicien afro-américain saxophoniste ténor de jazz. Il fut (contemporain du non moins célèbre Lester Willis Pres' -ou Prez'- Young), l’un des plus -sinon le plus- illustres solistes majeurs du middle jazz (du jeu de soliste des premiers Bands des années 20 aux prémices du Bebop) et considéré comme le père du saxophone (ténor) dans le jazz. Il est une des figures musicales de la Renaissance de Harlem.

## Biographie

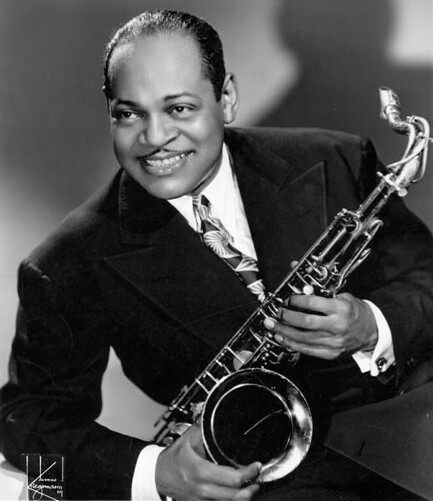

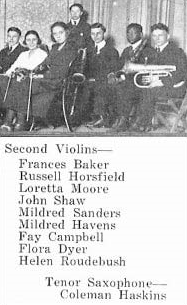
L'annuaire de fin d'année 1921 du Topeka High School montrant Coleman Hawkins (écrit Haskins) et son saxophone, deux ans à peine avant ses débuts avec l'orchestre de Fletcher Henderson.

Coleman Randolph Hawkins est né le 21 novembre 1904 à Saint-Joseph dans le Missouri, il est le fils de William et Edna Cordelia Hawkins. Sa mère Cordelia lui donne ses premières leçon de musique (piano), dès ses cinq ans. Il fait des études musicales classiques au Washburn College de Kansas City, puis à Chicago, où il apprend à jouer du piano et du violoncelle. À 9 ans, il reçoit un saxophone ténor pour son anniversaire. Il fait des apparitions en public à l'âge de 12 ans et rejoint un orchestre de théâtre, à 16 ans. Il apprend la composition et l’harmonie à l’université avant de rejoindre, probablement occasionnellement dès 1921, l’orchestre de la chanteuse Mamie Smith (1922-1923) où on le voit -représenté en photo- au saxophone ténor en ut (bocal d'alto). 
Sa popularité commence à s’affirmer dans l’orchestre de Fletcher Henderson, dans lequel il est engagé en 1922 et dont il devient rapidement le soliste et la vedette principale, doublant parfois au saxo basse ou à la clarinette. Engagé par Jack Hylton, il quitte  Henderson en 1934 pour partir comme soliste en Europe (France, Royaume-Uni, Pays-Bas et Suisse), où il eut une influence importante sur le développement du jazz européen. Il y rencontrera notamment le guitariste Django Reinhardt, Alix Combelle, Stéphane Grappelli.
Au début de la guerre en Europe, alors que le ténor Lester Young, l'un des pionniers du style légato s'est lui aussi distingué, depuis ses premiers solos enregistrés en novembre 1936 au sein de l'orchestre de Count Basie , Hawk retourne aux États-Unis et monte un big band avec lequel il enregistre le 30 septembre 1939 sa légendaire interprétation de Body and Soul, qui sera l'une des meilleures ventes de disques de l'histoire du jazz et solo novateur, modèle pour des générations de musicens. En 1942 il se produit en petites formations et enregistre avec Dizzy Gillespie, Roy Eldridge, recrute des musiciens bebop comme Fats Navarro, Milt Jackson, Max Roach et Thelonious Monk.
Coleman Hawkins fait partie des musiciens rattachés au mouvement de la Renaissance de Harlem.

Dans les années 1950 et 1960, il est l’une des vedettes des tournées Jazz at the Philharmonic enregistre encore avec Sonny Rollins, Miles Davis, Fats Navarro, Max Roach et Milt Jackson, et fera même une tentative dans la bossa nova en 1963.
 Déçu par l’industrie musicale, démotivé, il sombre dans l’alcoolisme. 

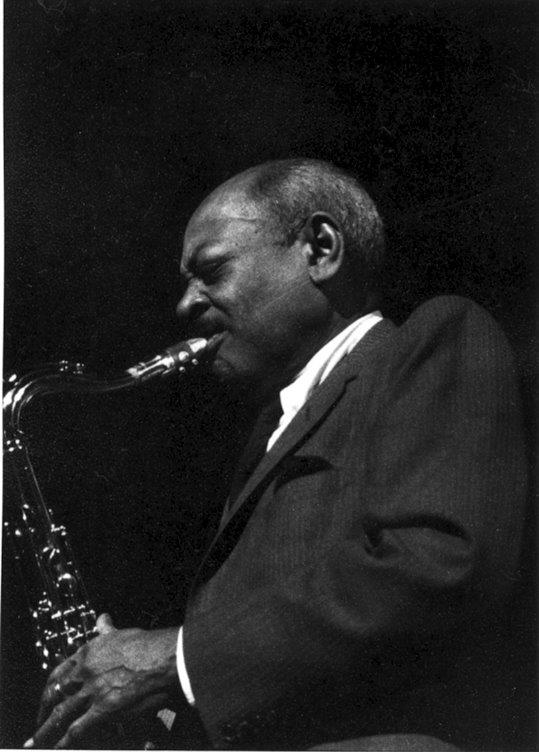
Coleman Hawkins en concert à Bruxelles le 11 octobre 1964

 Malgré sa santé déclinante, il trouve encore la force d'apparaître sur quelques scènes ou dans des films et de gérer un petit club de jazz. Il meurt d'une pneumonie le 19 mai 1969 au Wickersham Hospital de New York. Coleman Hawkins repose au cimetière Woodlawn dans le Bronx.
Il a marqué et inspiré plusieurs générations de saxophonistes. Sa sonorité large, riche en harmoniques, axée sur un vibrato puissant et une ample dynamique, son phrasé staccato généreux et très élaboré, son inventivité mélodique -dans toute ballad- et sa maitrise technique feront de Bean / Hawk pendant deux décennies le « roi » de l'instrument, suprématie seulement contestée avant et pendant les années de guerre par l'autre grand du ténor et au style legato diamétralement opposé : Lester Young; The Pres', qui dans la swinguante Kansas City où les réputations se font et se défont en autant d'affrontements, y a avant d'autres gagné respect et admiration de la part de ses pairs en ayant tenu une nuit entière face au géant Hawk, qui d'après la légende -ou fait historique- s'enfuit au petit matin, épuisé et stupéfait de ne pouvoir surpasser cet étrange concurrent au jeu si léger… 
Son interprétation du standard Body and Soul, enregistrée en 1939, considérée comme un classique du genre d’improvisation jazz, proche de la perfection selon les spécialistes, fut un succès international. Son principal disciple fut en ces heures Ben Webster.

### Vie privée
- Épouses : Gertrude Hawkins et Dolores Hawkins (1919-2010)
- Il est le père de Rene Hawkins, Collette Hawkins et Mrs. Melvin Wright

## Titres de référence
- Queer motion 1934 avec l'orchestre de (Fletcher Henderson)
- Out of nowhere 1937 avec (Django Reinhardt)
- Body and Soul 1939
- Stumpy 1943
- The man I love 1943
- Yesterday's 1944
- Feeling zéro 1944
- Woodin' you 1944
- Disorder at the border 1944

## Discographie

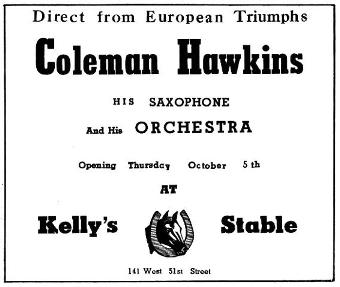
Affiche d'un spectacle de Hawkins.

### Principaux albums
- 1944 : Tenor Sax Stylings (Brunswick)
- 1951 : Favorites (Phoenix États-Unis)
- 1951 : Coleman Hawkins Favorites (Advance Music)
- 1952 : The King of the Tenor Sax (Commodore Records)
- 1954 : The Hawk Returns (Savoy Jazz)
- 1954 : The Tenor Sax Album (Savoy)
- 1954 : Jazz Tones (Xanadu Records)
- 1954 : The Bean (Emarcy)
- 1955 : Accent on Tenor Sax (Fresh Sound)
- 1955 : Cool Groove (Drive Archive)
- 1956 : Coleman Hawkins: A Documentary (Riverside Records)
- 1956 : The Big Sounds of Coleman Hawkins and Ben Webster (Brunswick)
- 1956 : The Hawk in Hi Fi (RCA)
- 1956 : The Hawk in Paris (RCA)
- 1957 : Coleman Hawkins Encounters Ben Webster (Polygram)
- 1957 : The Genius of Coleman Hawkins (Verve)
- 1957 : Volume One: Warhorses (Jass Records)
- 1957 : The Gilded Hawk (EMI Music Distribution)
- 1957 : The Hawk Flies High (Mobile Fidelity Sound Lab)
- 1957 : Think Deep (Riverside Records)
- 1958 : Meets the Big Sax Section (Savoy)
- 1958 : High Standards (Jass Records)
- 1958 : Soul (Original Jazz Classics)
- 1958 : Coleman Hawkins and Confreres (Verve)
- 1958 : Coleman Hawkins and His Friends at a Famous Jazz Party (Enigma)
- 1959 : At the Bayou Club, Vol. 2 (Honeysuckle Rose)
- 1959 : At the Bayou Club (Honeysuckle Rose)
- 1959 : Stasch (Swingville)
- 1959 : Hawk Eyes (Original Jazz Classics)
- 1959 : With the Red Garland Trio (JVC Victor)
- 1959 : Just You, Just Me (Stash)
- 195- : Standards and Warhorses (Jass Records)
- 1960 : All Stars (Swingville)
- 1960 : Coleman Hawkins All Stars (Original Jazz Classics)
- 1960 : At Ease with Coleman Hawkins (Original Jazz Classics)
- 1960 : In a Mellow Tone (Prestige/OJC)
- 1960 : Night Hawk (Prestige/OJC)
- 1960 : Bean Stalkin' (Pablo)
- 1961 : The Hawk Relaxes (Original Jazz Classics)
- 1961 : Jam Session in Swingville (Prestige Records)
- 1961 : The Hawk Blows at Midnight (Decca)
- 1961 : Things Ain't What They Used to Be (Swingville)
- 1962 : Good Old Broadway (JVC XRCD)
- 1962 : No Strings (Mood)
- 1962 : On the Bean (Continental)
- 1962 : Back in Bean's Bag (Legacy)
- 1962 : Centerpiece (Phoenix États-Unis)
- 1962 ; Duke Ellington Meets Coleman Hawkins (Impulse!)
- 1963 : The Hawk and the Hunter (Mira Recordings)
- 1963 : Hawk Talk (Tradition)
- 1963 : Today and Now (GRP Records)
- 1963 : Blowin' Up a Breeze (Spotlite)
- 1963 : Desafinado: Bossa Nova and Jazz Samba (GRP Records)
- 1964 : Essen Jazz Festival All Stars (Fantasy)
- 1965 : Rifftide (Pumpkin Records)
- 1966 : Coleman Hawkins and the Trumpet Kings (Emarcy)
- 1966 : Wrapped Tight (Impulse!)
- 1966 : Supreme (Enja)
- 1966 : Sirius (Pablo)

Live
- 1952 : Disorder at the Border (Spotlite)
- 1959 : Rare Live Performance (Jazz Anthology)
- 1960 : European Concert (Unique Records)
- 1962 : Hawkins! Eldridge! Hodges! Alive at the Village Gate (Verve)
- 1962 : Alive! (Verve)
- 1962 : Jazz at the Metropole (Philips)
- 1962 : Live in Concert (Band Stand)
- 1963 : Hawkins! Alive! at the Village Gate
- 1964 : Lover Man (France's Concert)

Albums secondaires
- 1944 : Rainbow Mist (Delmark)
- 1947 : Hollywood Stampede (Capitol)
- 1957 : The Hawk Flies High (Riverside/OJC)
- 1957 : World on a String (Bluebird/RCA)
- 1957 : Monk's Music (Riverside/OJC)
- 1962 : Desafinado (Impulse!)

### En sideman
- 1963 : Sonny Meets Hawk! (RCA Victor) —Sonny Rollins

### Compilations
- 1936 : Body and Soul (RCA) compilation
- Jazz sur la Croisette (compilation avec Coleman Hawkins lors du festival de Jazz en 1958) - (INA Mémoire vive / Abeille Musique)
- Classic Coleman Hawkins Sessions 1922-1947 (Mosaic Records)[16]

## Rééditions
- Coleman Hawkins 1929-1934 The chronological Classics 587
- Coleman Hawkins 1934-1937 The chronological Classics 602
- Coleman Hawkins 1937-1939 The chronological Classics 613
- Coleman Hawkins 1939-1940 The chronological Classics 634
- Coleman Hawkins 1943-1944 The chronological Classics 807
- Coleman Hawkins 1944 The chronological Classics 842
- Coleman Hawkins 1944-1945 The chronological Classics 863
- Coleman Hawkins 1945 The chronological Classics 926
- Coleman Hawkins 1946-1947 The chronological Classics 984
- Coleman Hawkins 1947-1950 The chronological Classics 1162
- Coleman Hawkins 1950-1953 The chronological Classics 1340
- Coleman Hawkins 1953-1954 The chronological Classics 1416

## Hommages
- (8147) Colemanhawkins, astéroïde.